# Gam (Misool)
Gam (indonesisch Pulau Gam) ist eine Insel des Archipels von Raja Ampat vor der Küste Westneuguineas (Indonesien).

## Geographie
Gam liegt im Süden von Raja Ampat, nordwestlich der Insel Misool. Südwestlich liegt die kleinere Insel Senyu. Nach Süden und Nordosten liegen weitere kleine Inseln. Die Insel gehört zum Distrikt Misool (Regierungsbezirk Raja Ampat, Provinz Papua Barat Daya).